# 帕扎克兰
帕扎克兰（开发代号：ABT-089）是一种含氮有机化合物，分子式C11H16N2O，是美國雅培公司研发的益智藥和神经保护藥。